# Fredum
Fredum (oder Fredus) ist ein mittelalterlicher Rechtsbegriff.
Das Fredum war das dem Richter oder dem Fiskus dafür zu zahlende Friedensgeld, das dem Verbrecher, der dem Verletzten das Sühnegeld (compsoito oder Buße) gezahlt hatte, wieder Frieden, d. h. vollen Rechtsschutz erwirkte. Es betrug üblicherweise ein Drittel der Buße. 
Später wurde das Fredum „Wette“ (Gewette) genannt.